# A suttogó (film)
A suttogó (eredeti cím: The Horse Whisperer) 1998-ban bemutatott amerikai romantikus filmdráma, melyet Robert Redford rendezett. A forgatókönyvet Eric Roth és Richard LaGravenese írta, Nicholas Evans 1995-ben megjelent azonos című regénye alapján. A film zenéjét Thomas Newman szerezte. A főbb szerepekben Redford, Scarlett Johansson, Kristin Scott Thomas és Sam Neill látható. Ez volt Redford első olyan filmrendezése, melyben színészként is feltűnt.
A film egy lovas szakértő és egy lovaglás közben súlyos balesetet szenvedő kislány történetét meséli el.
Az Amerikai Egyesült Államokban 1998. május 15-én mutatták be a mozikban. Anyagi és kritikai szempontból is sikert aratott, egy Oscar- és két Golden Globe-jelölést szerzett.

## Cselekmény
A tizenéves Grace MacLean tragikus lovasbalesetet szenved, legjobb barátnője, Judith életét veszti. Grace-nek amputálni kell lába egy részét, ezután a megkeseredett lány képtelen megbízni Zarándok nevű versenylovában, melyet szintén traumatizáltak az események és kontrollálhatatlanná vált. Grace édesanyja, a munkamániás lapszerkesztő Annie úgy érzi, lánya és a ló sorsa összefonódik és gyógyulásuk csak együtt történhet meg. Montanába utazik Grace-szel és Zarándokkal, ahol a lovakhoz értő Tom Booker „suttogó” kezd el foglalkozni velük.
Miközben ló és gazdája is a gyógyulás útjára lép, Annie és Tom egymásba szeretnek. Ám a nő már férjnél van és Tom szívét is összetörték korábban, ráadásul váratlanul Annie férje, Robert MacLean is feltűnik.

## Szereplők
| Szerep                   | Színész              | Magyar hang        |
| ------------------------ | -------------------- | ------------------ |
| Tom Booker               | Robert Redford       | Koncz Gábor        |
| Annie MacLean            | Kristin Scott Thomas | Györgyi Anna       |
| Grace MacLean            | Scarlett Johansson   | Bogdányi Titanilla |
| Robert MacLean           | Sam Neill            | Kőszegi Ákos       |
| Dianne Booker            | Dianne Wiest         | Zsurzs Kati        |
| Frank Booker             | Chris Cooper         | Rosta Sándor       |
| Liz Hammond              | Cherry Jones         | Illyés Mari        |
| Joe Booker               | Ty Hillman           | Szalay Csongor     |
| Judith                   | Kate Bosworth        |                    |
| Lucy, Annie asszisztense | Jessalyn Gilsig      |                    |
| Mrs. Ellen Booker        | Jeanette Nolan       | Kassai Ilona       |
| énekesnő a pajtatáncon   | Allison Moorer       |                    |
| David Gottschalk         | Stephen Pearlman     | Welker Gábor       |
| irodai dolgozó           | Joelle Carter        |                    |

Eredetileg Betty Buckley is szerepelt volna, mint Tom Booker exbarátnője, de jeleneteit kivágták a filmből.

## Fogadtatás

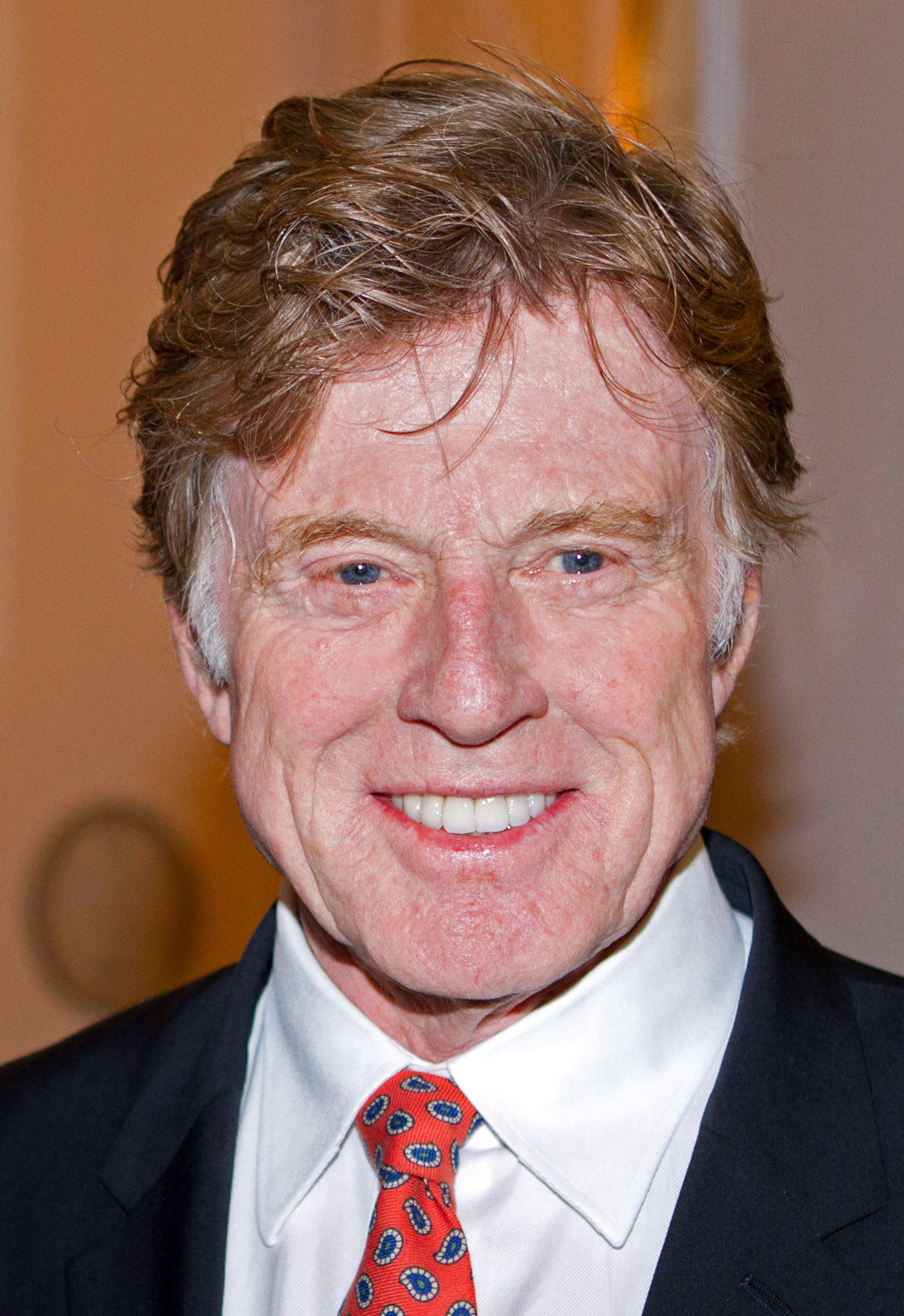
Robert Redford, a film rendezője és főszereplője (2012-es felvétel)

### Bevételi adatok
A 60 millió dollárból készült film az Egyesült Államokban és Kanadában 75,4 millió, a többi országban 11,5 millió dolláros bevételt termelt. Összbevétele így megközelítette a 187 millió dollárt.
A bemutató hétvégéjén 13,7 millió dollárral a második helyen nyitott az észak-amerikai mozikban, a Deep Impact mögött végezve.

### Kritikai visszhang
A Rotten Tomatoes weboldalon 58 kritikát összegezve 74%-os értékelést kapott: a szöveges konklúzió szerint „talán egy kissé túlságosan is lelkesen próbál a nézők érzelmeire hatni, mégis egy tipikusan méltóságteljes, jól összerakott Redford [film] – a kamera mindkét oldalán”.
Janet Maslin, a The New York Times kritikusa méltatta Robert Richardson operatőri munkáját, de bírálta a film „félreértett befejezését”. A CNN egy kifejezetten szarkasztikus hangvételű kritikában főként a lassú történetmesélésre panaszkodott. Roger Ebert négyből három csillagra értékelte a filmet.

### Díjak és jelölések
A 71. Oscar-gálán Allison Moorer és Gwil Owen A Soft Place to Fall című betétdalát jelölték a díjra, legjobb eredeti dal kategóriában.
Az 56. Golden Globe-gálán a film két jelölést szerzett: legjobb filmdráma és legjobb filmrendező (Redford).

## Fordítás
- Ez a szócikk részben vagy egészben  a   The Horse Whisperer (film) című angol Wikipédia-szócikk fordításán alapul.  Az eredeti cikk szerkesztőit annak laptörténete sorolja fel. Ez a jelzés csupán a megfogalmazás eredetét és a szerzői jogokat jelzi, nem szolgál a cikkben szereplő információk forrásmegjelöléseként.